# 어제관무량수불경
어제관무량수불경(御製觀無量壽佛經)은 충청북도 단양군 영춘면 백자리, 구인사에 있는 불경이다. 2004년 10월 22일 충청북도의 유형문화재 제252호로 지정되었다.

## 개요
명(明)나라에서 간행한 발문(跋文)은 남아 있으나 우리나라에서 간행한 발문(跋文)은 없어 개판(改版)에 관련된 자세한 내력은 알 수 없으나 조선초기의 우리나라 목판인쇄문화를 규견(窺見하는데 가치가 있는 자료로 평가된다.

## 참고 자료
- 어제관무량수불경 - 국가유산청 국가유산포털